# 泰卢固电影
泰卢固电影（英語：Telugu cinema），也俗稱托萊塢（Tollywood），是印度电影的一种，通常使用邻近海得拉巴的泰卢固语
，泰卢固语在安得拉邦和特伦甘纳邦广泛使用。泰卢固电影产业位于海得拉巴的菲尔姆纳加 (Film Nagar)市。截至2021年，泰卢固电影是印度票房收入最高的电影产业。 2022年，泰卢固电影售出了23.3克若(2.33亿)张电影票，是印度各电影产业中最高的。
泰卢固电影的技术工艺，尤其是视觉效果和电影摄影，被认为是印度电影中最先进的技术之一。 该行业制作了一些印度有史以来最昂贵、票房最高的电影。
1909年，电影制作人Raghupathi Venkaiah Naidu致力于制作短电影，在亚洲各地推广他的作品。1921年，他制作了第一部泰卢固无声电影《Bhishma Pratigna》，人们通常认为他是泰卢固电影之父。